# Otto René Castillo
Otto René Castillo (Quetzaltenango, 25 de abril de 1936– 23 de marzo de 1967)  fue un poeta, activista y combatiente guerrillero guatemalteco.

## Biografía
Se graduó de bachiller en 1953 en el Instituto Nacional Central para Varones, en donde pertenecía a la agrupación estudiantil que se llamaba Alianza de la Juventud Democrática  y que trabajaba con la República Escolar Normalista de la Escuela Normal para Varones y que era una forma de autogobierno que le daba vida a las escuelas públicas de la secundaria durante el gobierno de Jacobo Arbenz; también estaba afiliado al Partido Guatemalteco del Trabajo (PGT).
En 1954, a sus 18 años, debido a su oposición al golpe de Estado contra el gobierno de Jacobo Árbenz, efectuado por la CIA  -  Agencia Central de Inteligencia de los Estados Unidos y dirigido por el Coronel Carlos Castillo Armas y protegiendo los intereses de la United Fruit Company en lo que fue llamada la operación PBSuccess, salió exiliado hacia El Salvador donde trabajó en varios oficios. Regresó a su país cuatro años después y estudió Derecho en la Universidad de San Carlos de Guatemala. Tras un año de brillante desenvolvimiento académico, partió a la República Democrática Alemana donde obtuvo una beca para estudiar letras, la cual abandonó para integrarse a un grupo de cineastas que filmaban los levantamientos populares de la época.
Obtuvo una beca para hacer estudios en la antigua República Democrática Alemana. En 1959 inició sus estudios en Letras en Leipzig, Alemania, abandono los 3 años después para ingresar a la Brigada Joris Ivens, grupo de cineastas, para la filmación de cortometrajes sobre la lucha armada de liberación de los pueblos latinoamericanos.
Regreso a Guatemala en 1964, compartiendo la militancia política con las actividades culturales. Dirigió el teatro Experimental de la Municipalidad de Guatemala. En 1965 es capturado y mandado al exilio, pero las organizaciones revolucionarias lo nombraron representante de Guatemala en el Comité; Organizador del Festival Mundial de la Juventud en Argelia. Asía, recorre Alemania, Austria, Hungría, Chipre, Argelia y Cuba, donde permaneció algunos meses.
Una vez más retornó a Guatemala en 1964, pero nuevamente fue exiliado el año siguiente. No obstante, organizaciones políticas le nombran representante de su país en el Comité Organizador del Festival Mundial de la Juventud y tuvo la oportunidad de viajar por diferentes partes del mundo.
En 1966 regresó clandestinamente a Guatemala para incorporarse a las guerrillas de las Fuerzas Armadas Rebeldes (FAR) comandadas por César Montes donde es nombrado responsable de Propaganda del Regional Oriental y responsable de Educación del Frente Edgar Ibarra.

## Muerte
En 1966 volvió a su Guatemala e integró la guerrilla de las Fuerzas Armadas Rebeldes; negándose a permanecer en un refugio en la Ciudad de Guatemala estuvo con los combatientes de la Sierra de las Minas donde se dedicaba a preparar obras de teatro que los combatientes representaban ante los campesinos del área para hacerles llegar el mensaje de la guerrilla. Asimismo, dado que las fuerzas guerrilleras de ese entonces estaban integradas por jóvenes rebeldes, varios de los cuales provenían de las filas del ejército y otros eran estudiantes de secundaria o de la universidad nacional y dos profesionales (economista y antropólogo), las mismas carecían de sustento ideológico, por lo que cuando Castillo ingresó a las filas del movimiento, le asignaron la formación de los combatientes en los conceptos teóricos del marxismo.
Tras un combate con el ejército fue herido y capturado por fuerzas gubernamentales en la Sierra de las Minas - Quebrada Seca, Gualán Zacapa, junto con Nora Paiz Cárcamo, también combatiente guerrillera—, y ambos quemados vivos el 17 de marzo de 1967; de aquel combate solo sobrevivió el guerrillero guatemalteco Pablo Monsanto. Al ser capturado, Castillo fue conducido a la base militar de Zacapa  y torturado brutalmente por un capitán del ejército guatemalteco. La tortura duro cinco días, luego murió fusilado, y su cuerpo fue quemado junto a otros trece colaboradores de la insurgencia.
Un oficial del Ejército le cortó partes de la piel con una hoja de afeitar amarrada a un bambú, en tanto se burlaba de él y le leía su propio poema: 

“Yo beberé tus cálices amargos. Yo me quedaré ciego para que tengas ojos. Yo me quedaré sin voz para que tú cantes.”

## Obras
Su poema más recordado es titulado Vámonos patria a caminar, yo te acompaño. 
En 1964 había publicado en Guatemala Tecún Umán y la obra poética de sus últimos años de vida fue recogida en el poemario "Vámonos Patria a caminar", cuyos originales había corregido el autor en la cárcel en 1965, reeditado póstumamente en 1968, en México, con un prólogo de César Montes.  
Su primer libro fue publicado post mortem, en Costa Rica, por EDUCA, en 1979, con el título Informe de una injusticia.

## Premios
- 1955 - Torneo Estudiantil Centroamericano de poesía en 1955, con su poema "Llama viva", un canto a San Salvador que le acogía en su destierro.
- 1956 - Al año siguiente volvió a ganar el Torneo Estudiantil Centroamericano con un trabajo conjunto con su camarada y amigo Roque Dalton, por el poema "Dos puños por la tierra".
- 1956 - Aquel mismo año fue galardonado con el premio Autónomo en 1956, patrocinado por la AEU, por su poema "Pequeño canto a la patria".
- 1956 - Premio Autonomía, de la Universidad de San Carlos de Guatemala, con su poema Vámonos patria a caminar.
- 1957 logró el premio Internacional de Poesía en Budapest otorgado por la Federación Mundial de Juventudes Democráticas por su poema "Distante de tu rostro".
- 1958 ganó premio "Filadelfio Salazar", de la Universidad de San Carlos de Guatemala, por sus altos méritos estudiantiles, que consistió en una beca para estudiar en la República Democrática Alemana. Viajó a ese país en 1958, a estudiar germanística en la Universidad Karl Marx de Leipzig

## Estado de Guatemala pide perdón a familia de Castillo
En 2011, el presidente de Guatemala Álvaro Colom pidió perdón a la familia del poeta guatemalteco por su brutal y salvaje asesinato a manos de agentes del Estado perpetrado en 1967 en el departamento de Zacapa, en el este de Guatemala. En una ceremonia especial realizada en el Palacio Nacional, Colom, en representación del Estado guatemalteco, lamentó el daño ocasionado a la familia del poeta, a las letras del país y a la sociedad en general.